# Paul Smith (modeontwerper)

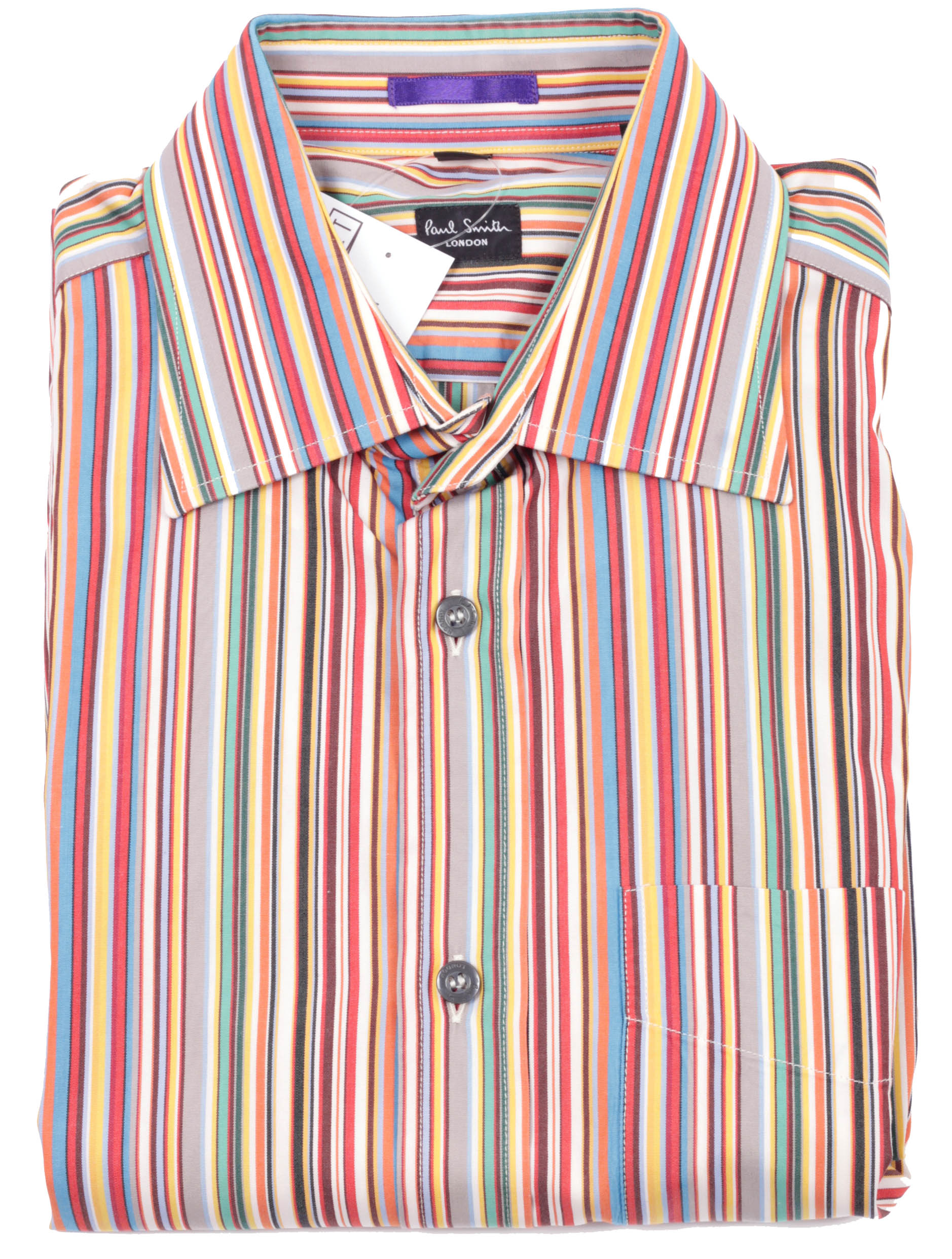
Een gestreept overhemd ontworpen door Paul Smith.

 Paul Smith (Nottingham, 5 juli 1946) is een Brits modeontwerper.

## Biografie
Smith werd in 1946 geboren in Nottingham. Hij ging op zijn vijftiende van school om wielrenner te worden en begon met werken in een warenhuis. Twee jaar later kreeg hij echter een fietsongeluk en na een half jaar herstel kwam hij in de kunstscene terecht.
Na het ongeluk begon Smith met avondlessen kleermaken. Al vrij snel sloot hij zich aan bij Lincroft Kilgour in Savile Row waar zijn ontwerpen werden gekocht door bekende Engelsen waaronder George Best.
Met hulp van zijn vriendin - nu zijn vrouw - afgestudeerd aan de Royal College of Art opende hij zijn eerste winkel in Nottingham in 1970 onder de naam Paul Smith Vêtements pour Hommes.
In 1976 liet Smith zijn eerste mannencollectie zien in Parijs, onder het Paul Smithmerk. In 1979 opende hij een winkel in Floral Street in Londens Covent Garden.

## Tentoonstellingen
- 1995 Design Museum, Londen, 'True Brit' show over het 25-jarig bestaan van het merk
- 2013  Design Museum, Londen, 'Hello, My Name is Paul Smith', overzichtstentoonstelling.[4]
- 2015 Modemuseum Hasselt, 'Hallo, Mijn Naam is Paul Smith'[5]
- 2021 museum Piccasso tentoonstelling samengesteld door Paul smith

- Bibliothèque nationale de France: cb16555942h (data)
- Gemeinsame Normdatei: 1018056351
- International Standard Name Identifier: 0000 0001 1445 1249
- Library of Congress Control Number: nb2002085257
- MusicBrainz: 77adf4f4-0efd-4c54-a642-7230f2ed7174
- Nationale Bibliotheek van Tsjechië: xx0132523
- Nederlandse Thesaurus van Auteursnamen: 285472372
- RKD-Nederlands Instituut voor Kunstgeschiedenis: 222039
- SNAC: w6xs7106
- Système universitaire de documentation: 140493468
- Virtual International Authority File: 121987913
- WorldCat: E39PBJht7bPrYpWTkmMMYMgxjC